# Луїджі Пульчі
Луїджі Пульчі (15 серпня 1432, Флоренція — 11 листопада 1484, Падуя) — італійський поет-гуманіст.

## Життєпис
Рід Пульчі, з помітних у Флоренції, занепав безповоротно за час життя батька Луїджі, Якопо: в минулому і подеста, і капітан, він скінчив неспроможним боржником і як такий був навічно, разом з потомством, позбавлений права займати будь-які посади в міській магістратурі.
Починав Пульчі з посади клієнта в будинку Франческо Кастеллані: вів рахунки, бував на посилках, проводжав хазяйських дітей до школи. У 1461 році увійшов до двору Медічі.
До 1469 року Пульчі протегували Медічі, особливо Лоренцо Медічі, який поручав Пульчі другорядні дипломатичні місії (він справлявся з ними без особливого успіху). Мати Лоренцо Лукреція замовила Пульчі його знамениту поему «Морганте». В 1470 Пульчі вступив на службу до кондотьєра Роберто Сансеверіно.
Пульчі мав репутацію безбожника і тому був похований в неосвяченій землі.

## Творчість
Основний твір Пульчі — епічна поема з 23 пісень «Морганте» (між 1478—1480 рр). Друге видання — з 28 пісень — вийшло в 1482. В основу твору покладена народна поема XIV ст. про пригоди лицаря Орландо (Роланда) і його зброєносця велетня Морганте. Твір Пульчі вплинув на творчість Франсуа Рабле.